# الدوري البرازيلي الدرجة الرابعة 2013
الدوري البرازيلي الدرجة الرابعة 2013 هو الموسم 5 من الدوري البرازيلي الدرجة الرابعة. أقيم خلال الفترة 1 يونيو 2013 وحتى 3 نوفمبر 2013، وأشرف على تنظيمه اتحاد البرازيل لكرة القدم، وكان عدد الأندية المشاركة فيه 40، وفاز فيه نادي بوتافغو لكرة القدم.